# Corpo sanitario militare marittimo
Il Corpo Sanitario Militare Marittimo è uno dei sei costituenti la Marina Militare italiana; essa rappresenta la componente cui è affidato, in particolare, il compito di tutelare la salute degli equipaggi e più in generale del personale militare della Marina Militare Italiana, erede delle tradizioni del servizio sanitario della Regia Marina. È costituita dagli Ufficiali del Corpo Sanitario militare marittimo (SAN) e dal personale dei Ruoli Marescialli, Sergenti e Truppa della categoria Servizio Sanitario (SS).

## Storia
Il Corpo Sanitario della Marina Militare è stato istituito il 1º aprile 1861. Cavour che allora era anche Ministro della Marina, presentò a Re Vittorio Emanuele II un regolamento che desse un ordinamento unitario ai Corpi Sanitari delle flotte sarda, napoletana e del Granducato di Toscana.
Il primo Capo di Corpo fu Luigi Verde, che lo organizzò e lo diresse; egli fece allestire la prima nave ospedale sulla Washington, un'imbarcazione utilizzata per la Spedizione dei Mille. Verde diresse il Corpo fino alla morte avvenuta nell'affondamento della "Re d'Italia" nella battaglia di Lissa del 1866.
L'Ispettore Carlo Mari succedette a Verde e si occupò di riorganizzare il Corpo con la creazione della nuova rete ospedaliera: prima, nel 1867, quelli di Marina Sant'Anna a Venezia e di Piedigrotta a Napoli e poi, nel 1874, quello della Spezia.
La prima attività navale della Marina Militare di protezione civile fu quella compiuta dal piroscafo Campania, utilizzato come Nave Ospedale e inviato con la prima divisione navale per il soccorso alle popolazioni di Messina e Reggio Calabria colpite dal terremoto del 28 dicembre 1908.
Nel 1910 fu istituita la scuola di sanità militare marittima, mentre nel 1913 furono completati i lavori di costruzione dell'Ospedale Principale di Taranto,  dotato di 26 edifici e 400 posti letto, che ebbe un ruolo importantissimo nel corso dei due conflitti mondiali. 
Nel corso della grande guerra il servizio sanitario M.M. svolse la sua azione a favore degli equipaggi delle Unità Navali e del personale distaccato sul fronte terrestre dividendo con gli altri Corpi i sacrifici, i disagi e i pericoli.
La seconda guerra mondiale chiamò il Corpo Sanitario a ben più ardue prove: grazie all'imponente squadra di navi ospedale, comprendente 18 unità, effettuò ben 596 missioni, 115 uscite per soccorso a naufraghi, 250.000 feriti ed infermi ospedalizzati e rimpatriati. Le navi ospedale non furono risparmiate dagli attacchi del nemico, infatti delle 18 Unità 12 affondarono.
Dagli anni settanta in poi l'attività della M.M. è stata caratterizzata dalle missioni di Peace Keeping, Peace Enfocing e dalle missioni a carattere umanitario dove l'opera dell'Ufficiale Medico assume carattere centrale, ecco qui elencate alcune di esse: 
- missione umanitaria in Vietnam nel 1979;
- missione di pace in Sinai dall'Aprile 1982;
- nel 1991 la missione in Golfo Persico, guerra per la liberazione del Kuwait;
- dal 1992 al 1995 numerose missioni di pacificazione in Somalia;
- terremoto in Turchia agosto 1999;
- crisi di Timor Est, sempre nel 1999;
- dal 2003 Enduring Freedom e Iraqi Freedom;
- terremoto di Haiti nel 2010 (Operazione "White Crane").

Da allora l’impegno in tale tipologia di attività è andato sempre aumentando in termini di contributo del Corpo Sanitario, prima fra tutte l’Operazione Mare Nostrum.
Dal febbraio 2020 tutto il personale sanitario della Marina Militare, concorre, con la propria professionalità, alle attività di contrasto alla pandemia da virus SARS-CoV-2.
Il Capo del Corpo Sanitario dal 2 marzo 2023 è l'Ammiraglio Ispettore medico Antonio Dondolini Poli.

## Organizzazione
La struttura di vertice del Servizio Sanitario M.M. è rappresentata dall’Ispettorato di Sanità (MARISPESAN), posto alle dirette dipendenze del Capo di Stato Maggiore della Marina.
Esso ha il compito istituzionale di:
- sviluppare la policy generale della Forza armata in materia logistica sanitaria e di impartire le discendenti disposizioni tecniche;
- esercitare il controllo sulle attività svolte dagli Enti e Servizi Sanitari di Forza Armata;
- indirizzare la formazione e l’aggiornamento del personale sanitario e le attività di studio e sperimentazione afferenti l’area sanitaria.

Le attività Sanitarie sono coordinate a livello intermedio presso l’Ufficio Sanitario del Comando della Squadra Navale (CINCNAV), l’Ufficio Sanitario del Comando Logistico (COMLOG) e l’Ufficio Sanitario del Comando delle Scuole (COMSCUOLE). Esse sono assicurate a bordo e a terra dai Servizi Sanitari periferici. In particolare le Infermerie Presidiarie hanno il compito di:
- erogare, nei limiti consentiti dall’organizzazione dei servizi, prestazioni diagnostiche e terapeutiche in regime ambulatoriale;
- esercitare, in regime amministrativo di aggregazione, attività di cura nei confronti di personale militare affetto da patologie minori, comunemente trattate a livello domiciliare;
- supportare l’attività dei D.S.S. (Dirigenti del Servizio Sanitario) in materia di certificazione dell'idoneità psico-fìsica al servizio per il personale M.M. ai fini dell’idoneità incondizionata al servizio M.M.;
- assolvere, a favore dei Comandi/Enti afferenti all’area giurisdizionale del Comando Logistico di appartenenza, prestazioni diagnostiche finalizzate alla tutela della salute e della sicurezza del personale militare e civile nei luoghi di lavoro militari, secondo le procedure previste dalla normativa in vigore e sulla base delle disposizioni emanate dall’Autorità sanitaria territorialmente competente;
- espletare, sia in sede di osservazione, sia di rassegna, le attività medico-legali che la normativa in vigore oggi attribuisce alle strutture ospedaliere/D.M.M.L

Alle Componenti Sanitarie delle Unità Navali e ai Servizi Sanitari dei Comandi Operativi, quali ad esempio il COMSUBIN e la Brigata San Marco, oltre ai compiti di carattere preventivo e medico legale, si occupano della cura degli equipaggi impegnati in attività operativa e addestrativa; ciò con particolare riguardo alla gestione delle emergenze che viene assolta attraverso a piena conoscenza e messa in atto delle manovre salva vita tendenti a stabilizzare le funzioni vitali del paziente o in particolari contesti della chirurgia salva vita e salva arti che può essere effettuata nei cosiddetti ROLE 2.
Ospedale, Infermerie e principali Servizi Sanitari della M.M.
- Centro Ospedaliero Militare (MARISPEDAL) di Taranto;
- Dipartimento Militare di Medicina Legale "Bruno Falcomatà" della Spezia;
- Infermerie presidiare (MARINFERM) di Augusta, La Spezia, Roma e Taranto;
- Servizio Sanitario del Centro di Selezione M.M. di Ancona;
- Servizio Sanitario dell’Accademia Navale e Servizi Sanitari delle Scuole Sottufficiali della Maddalena e di Taranto e della Scuola Navale e dell'Istituto di Studi Militari di Venezia;
- Servizi Sanitari di Brindisi, del Comando Logistico di Napoli, dei Comandi di Supporto di Cagliari e Messina.

## Il personale Sanitario della Marina Militare
Circa 200 medici e 500 infermieri ogni giorno prestano la loro opera sia nelle Infermerie a terra che a bordo delle Unità Navali, sia in Italia che nei teatri operativi esteri. Completano le file del Corpo Sanitario: farmacisti, odontoiatri, psicologi, biologi, veterinari e tecnici sanitari che e assicurano con il loro qualificato contributo il raggiungimento della mission. Tutti uniti per un unico obiettivo e cioè tutelare il bene più prezioso in assoluto “la salute”, prevenendo l’insorgenza delle malattie e curandole quando queste si dovessero verificare. Lo stato di buona salute degli equipaggi rappresenta il requisito indispensabile per l’operatività della Forza Armata e pertanto va preservato e garantito. L'attività sanitaria in Marina non è limitata alla cura dei militari, difatti qualità e potenzialità dei professionisti che ne fanno parte possono esser messe a disposizione anche delle popolazioni civili in caso di calamità naturali.
Essere un operatore di sanità della Marina Militare significa potersi confrontare quotidianamente con nuove sfide, operando, sia a terra che a bordo, sia in Italia che all’estero, in attività addestrative e operative, a sostegno di popolazioni civili in difficoltà. Il medico di bordo è una delle figure centrali dell’equipaggio della nave; egli è il consulente del Comandante per ogni aspetto di natura sanitaria. Ai medici si affianca storicamente l'infermiere, che svolge un ruolo fondamentale e di elevata responsabilità. A lui sono affidate anche le gestioni di tipo amministrativo e logistico delle strumentazioni e dei farmaci e medicature. Le altre professionalità presenti nel Corpo Sanitario della Marina, sono:
- Ufficiale farmacista: approvvigionamento e gestione dei farmaci, delle medicature e delle risorse finanziarie;
- Ufficiale odontoiatra: le patologie odontostomatologiche sono uno dei principali fattori di inabilità al servizio e per questo la presenza del “dentista” a bordo delle navi è indispensabile per la riuscita della missione;
- Ufficiale psicologo: selezione psico-attitudinale dei concorrenti, gestione dei consultori psicologici, attività formative nel campo delle competenze gestionali, attività di sostegno come psicologi delle emergenze;
- Ufficiale biologo: gestione dei laboratori analisi della Forza Armata;
- Ufficiale veterinario: responsabili della attività di verifica e monitoraggio nel settore dell’igiene e sicurezza degli alimenti;
- Sottoufficiale Tecnico Sanitario di radiologia, di laboratorio biomedico, di audiometria, della prevenzione, di neurofisiopatologia, ortottisti e Fisioterapisti.

### Selezione, formazione e iter di carriera
Se si è in possesso di un diploma di scuola media superiore si può accedere, mediante concorso, ad un percorso di formazione tecnico-militare e di studio universitario nelle seguenti discipline:
- Accademia Navale di Livorno – corso di laurea in medicina e chirurgia;
- Scuola Sottufficiali M.M. di Taranto – corso di laurea in infermieristica.

Chi invece è già laureato e ha conseguito l’abilitazione all’esercizio di una professione sanitaria può accedere, tramite un concorso a “Nomina Diretta”, ad un percorso di qualificazione tecnico-militare e perfezionamento professionale. Periodicamente vengono banditi concorsi per il reclutamento di laureati in:
- medicina e chirurgia;
- farmacia e chimica e tecnologia farmaceutiche;
- odontoiatria;
- psicologia;
- biologia;
- medicina veterinaria;
- infermieristica o in tecnico audiometrista, di laboratorio biomedico, di radiologia medica, di neurofisiopatologia, della prevenzione o di fisioterapista

Medici e Farmacisti sono Ufficiali inquadrati nel Ruolo Normale del Corpo Sanitario M.M.. Terminato il ciclo di studi universitari e conseguita l’abilitazione, la preparazione degli Ufficiali Medici prevede corsi volti a far acquisire le abilità necessarie per poter operare con competenza nel contesto navale e operativo, al termine dei quali di massima il primo incarico assegnato è quello di Capo Componente Sanitaria di una Unità Navale e cioè il principale responsabile della salute. Al termine dell’imbarco gli Ufficiali medici possono essere avviati alle scuole di specializzazione e poi, nei gradi di Ufficiale Superiore, possono assumere incarichi nelle strutture ospedaliere militari o anche negli staff negli stati maggiori. 
Gli Ufficiali Farmacisti al termine del corso applicativo sono destinati presso i magazzini sanitari della Forza Armata, con la responsabilità di approvvigionare e gestire i farmaci e medicature. Nei gradi da Ufficiale Superiore il loro compito va molto oltre impegnando ad esempio il farmacista nella gestione delle risorse finanziarie da destinare al convenzionamento di specialisti esterni, all’acquisizione e conduzione di applicativi gestionali per il monitoraggio della spesa. Gli Ufficiali del Ruolo normale possono accedere ai gradi di Ammiraglio e raggiungere i massimi vertici direttivi nell’ambito della Sanità della Marina e della Difesa.
Biologi, Odontoiatri, Psicologi e Veterinari sono Ufficiali inquadrati nel Ruolo Speciale del Corpo Sanitario M.M.. Al termine del corso applicativo in Accademia Navale sono destinati presso i Servizi Sanitari di bordo e di terra. 
Gli Odontoiatri si occupano e preoccupano della salute dei denti del personale. Le patologie odontostomatologiche sono da considerarsi uno dei principali fattori di inabilità al servizio e per questo il ruolo e la presenza del “dentista” a bordo delle navi e comunque fuori area sono da considerarsi indispensabili per la riuscita della missione. 
Gli Psicologi operano in molteplici contesti, a partire dalle attività di selezione psico-attitudinale dei concorrenti, alla gestione dei consultori, dalle attività formative nel campo delle competenze gestionali agli interventi di supporto al personale e alle famiglie in occasione di eventi di particolare gravità. 
Ai Biologi è affidata la gestione dei laboratori di analisi cliniche e i Veterinari sono responsabili della attività di verifica e monitoraggio nel settore dell’igiene e sicurezza degli alimenti. 
Quali Ufficiali del Ruolo Speciale possono raggiungere il grado di Capitano di Vascello.
Infermieri e Tecnici Sanitari sono Sottufficiali del Ruolo Marescialli e, periodicamente, secondo le esigenze organiche della Forza Armata possono accedere per concorso al Ruolo Speciale del Corpo Sanitario. Al termine del corso di studi presso la Scuola Sottufficiali di Taranto, conseguita la laurea in infermieristica, il Sottufficiale Infermiere è destinato a bordo, dove svolge un ruolo fondamentale e di elevata responsabilità. Da sempre complementare e di supporto al medico, in sua assenza si pone come riferimento per l’utente nei percorsi di prevenzione e assistenza sanitaria. A lui sono affidate anche le gestioni di tipo amministrativo e logistico delle strumentazioni e dei farmaci e medicature. Al termine dell’imbarco, secondo le necessità della Forza Armata, l’infermiere può accedere a percorsi di perfezionamento in aree quali quelle di coordinamento e management infermieristico, area critica e gestione delle emergenze, strumentista di sala operatoria, fisiopatologia subacquea. Nel corso degli anni può arrivare ad acquisire il grado/funzione di 1º Luogotenente. Periodicamente, sulla base delle esigenze organiche della Forza Armata, vengono banditi concorsi interni che consentono ai Sottufficiali Infermieri di transitare nel Ruolo Speciale del Corpo Sanitario, arrivando nel tempo a rivestire il grado di Capitano di Fregata; in tale veste l’infermiere svolge essenzialmente funzioni gestionali e di coordinamento.

### Uniforme e distintivi

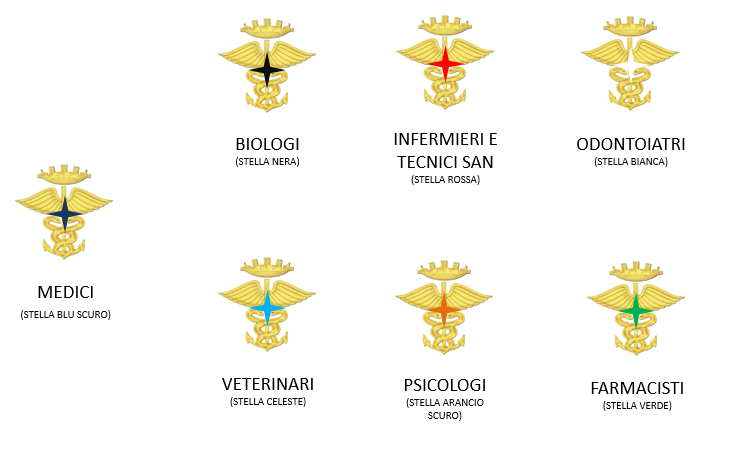
Distintivo del personale appartenente alle professioni sanitarie della Marina Militare.

Il Corpo sanitario della Marina militare è distinguibile, dagli altri corpi della forza armata, semplicemente per la presenza del panno sotto-grado di colore blu che identifica gli ufficiali medici e il panno sotto-grado di colore verde che identifica gli ufficiali psicologi, odontoiatri, farmacisti, biologi, veterinari; o infermieri e tecnici se transitati nella categoria ufficiali.
I sottufficiali delle professioni sanitarie sono riconoscibili dalla presenza della categoria (SS), al di sopra del grado, il cui simbolo è rappresentato da un'ancora con al centro sovrapposta una croce rossa.
Le categorie, le specialità e le abilitazioni dei sottoufficiali sono ripartite come segue:
*ES = AD ESAURIMENTO
|  | - Infermieri (SS/I) - Tecnico di chirurgia e sala operatoria (SS/I/CH) - Tecnico di centro trasfusionale (SS/I/CT) - Tecnico di laboratorio di analisi (SS/I/LA) - Tecnico iperbarico (SS/I/TI) - Tecnico di anestesia e rianimazione (SS/I/ANT) - Tecnico di decontaminazione NBC (SS/I/DD) - Tecnico farmacia (SS/I/FM) - Medicina legale (SS/I/ML) - Capo sala (SS/I/CS) - Tecnico sanitario di laboratorio biomedico (SS/TLB) - Tecnico di decontaminazione NBC (SS/TLB/DD) - Tecnico di centro trasfusionale (SS/TLB/CT) - Tecnico farmacia (SS/TLB/FM) - Tecnico sanitario di radiologia medica (SS/TRM) - Tecnico di decontaminazione BNC (SS/TRM/DD) - Fisioterapista (SS/FKT) - Tecnico di neurofisiopatologia (SS/NFP) - Ortottista - Assistente di oftalmologia (SS/OFT) - Audiometrista (SS/AMT) - Odontotecnico (SS/ODT) - Infermieri non laureati (SS/INL) - Servizio ausiliario (SS/SA) - Operatore tecnico sanitario (SS/SA/OTS) - Operatore logistico ospedaliero (SS/SA/OLO) |